# Drugera mimica
Drugera mimica är en fjärilsart som beskrevs av Druce 1911. Drugera mimica ingår i släktet Drugera och familjen tandspinnare. Inga underarter finns listade i Catalogue of Life.